# Miya Folick

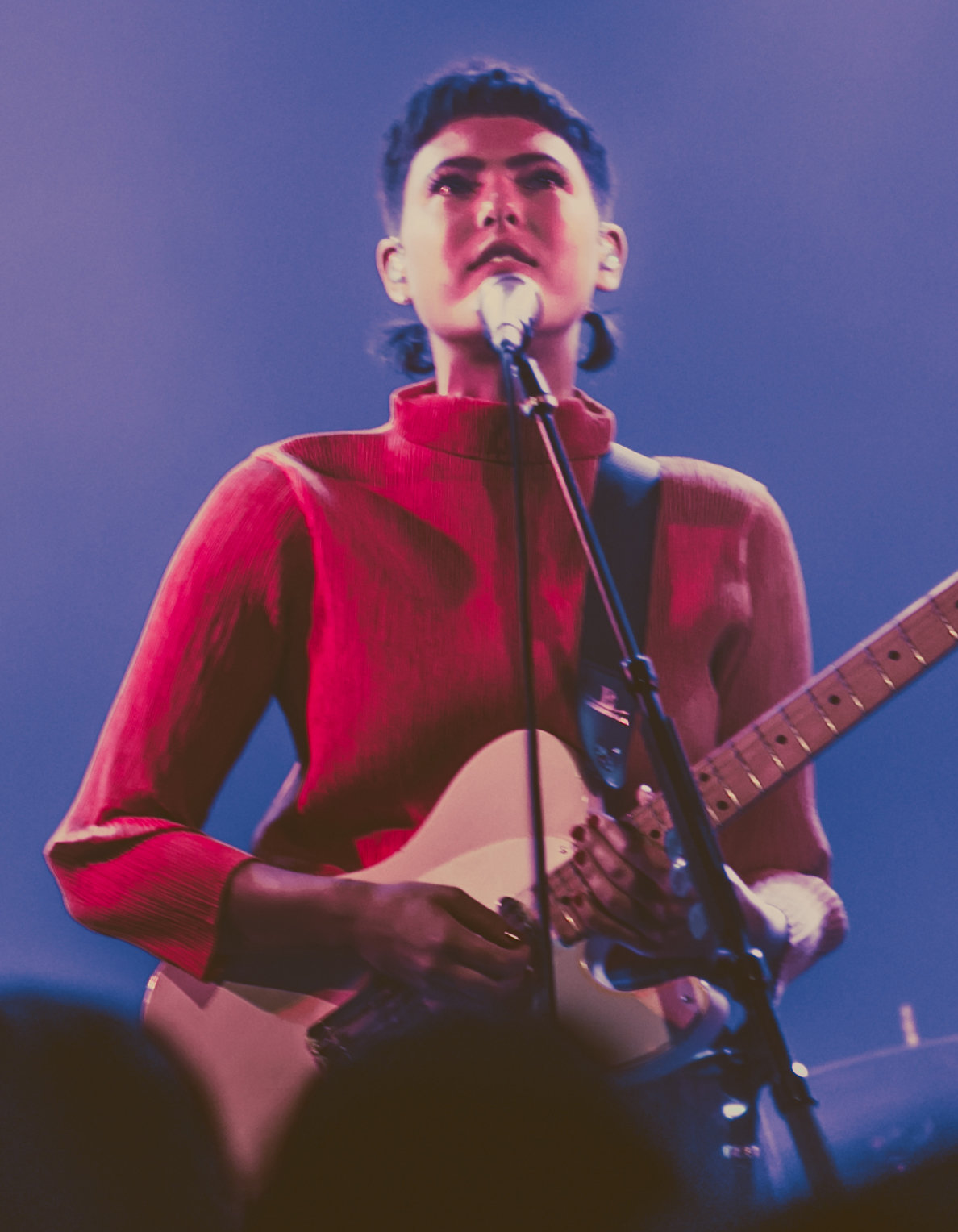
Miya Folick

Miya Folick (* 1989) ist eine US-amerikanische Musikerin im Bereich Indie-Rock und Folk-Rock.

## Leben
Folick wurde in Santa Ana, Kalifornien, geboren. Sie ist halb Japanerin und halb Ukrainerin und wuchs buddhistisch auf.
Folick besuchte von 2007 bis 2009 die New York University, um Schauspiel zu studieren, wechselte aber 2009 die Hochschule und schloss 2011 ihr Studium an der University of Southern California ab. Während eines Zwischensemesters brachte ihr ein Highschool-Freund das Gitarrenspiel bei. Später gründete sie ihre Band mithilfe von Tinder, wo sie ein Profil mit der Aufschrift „looking for a band“ erstellte.
Folick veröffentlichte ihre Debüt-EP Strange Darling im Dezember 2015. Der EP folgten zwei Singles, Pet Body und God Is a Woman im Jahr 2016 vor der Veröffentlichung ihrer zweiten EP Give It To Me im November 2017. Im September 2018 veröffentlichte Folick den neuen Song Stop Talking und das dazugehörige Musikvideo. Am 26. Oktober 2018 veröffentlichte sie ihr Debütalbum Premonitions.
Miya Folick ist in einer Beziehung mit der Musikerin K.Flay, die beiden lernten sich auf einem Konzert von Liz Phair kennen.

## Diskografie

### Studioalben
- 2018: Premonitions

### EPs
- 2015: Strange Darling
- 2017: Give It To Me